# Labeobarbus micronema
Labeobarbus micronema es una especie de peces de la familia Cyprinidae, orden Cypriniformes.
Son peces dulceacuícolas del sur de Camerún que pueden llegar alcanzar los 34 cm de longitud total.